# Jean Leymarie
Jean Leymarie (Gagnac-sur-Cère, Lot, 17 de juliol de 1919 - París, 9 de març de 2006) va ser un historiador de l'art francès.

## Vida
Nascut en una família de camperols, va iniciar els seus estudis a Tolosa i després els va prosseguir a París. Després de la Segona Guerra Mundial, va començar la seva tasca com a educador. Va ser conservador del Museu de Grenoble entre 1950 i 1955, director del Museu Nacional d'Art Modern des de 1968 fins a 1973 i director de l'Acadèmia Francesa a Roma des de 1979 fins a 1985.
Va ensenyar durant un llarg període en les universitats Suïsses de Lausana i de Ginebra i va publicar diverses obres sobre la història de l'art. Va ser determinant en la selecció de la pintura del segle XX exposada i adquirida pels diferents museus nacionals de França.

## Obres
Llista incompleta d'obres publicades:
- Dutch Painting, 1956
- French Painting, the 19th century, Cleveland, 1962
- Hommage à Pablo Picasso : peintures. Paris, 1966.
- Renoir, 1978
- Picasso, La monographie 1881-1973
- Le Fauvisme, 1987
- La campagne de Corot
- Balthus
- L'Aquarelle
- Geneviève Asse, co-escrit amb Sylvia Baron
- Tal Coat, 1992